# Мілештій-де-Сус
Мілештій-де-Сус (рум. Mileștii de Sus) — село у повіті Бакеу в Румунії. Входить до складу комуни Парінча.
Село розташоване на відстані 240 км на північ від Бухареста, 14 км на південний схід від Бакеу, 83 км на південний захід від Ясс, 139 км на північний захід від Галаца, 146 км на північний схід від Брашова.

## Населення
За даними перепису населення 2002 року у селі проживала 121 особа, усі — румуни. Усі жителі села рідною мовою назвали румунську.